# Victor Fontan
Victor Fontan (* 18. Juni 1892 in Pau; † 2. Januar 1982 in Saint-Vincent) war ein französischer Radrennfahrer. 

## Sportliche Karriere
Victor Fontan wuchs auf in Nay. Sein Vater war Schuhmacher, und er selbst lernte den Beruf des Schreiners. Ab 1910 fuhr er Rennen als Amateur und gewann 1913 das Rennen Toulouse–Bordeaux. Der Erste Weltkrieg, in dem er als Soldat von zwei Schüssen ins Bein verletzt wurde, unterbrach seine Rennfahrerlaufbahn. Erst 1920 wurde er aus dem Dienst entlassen.
Ab 1923 fuhr der inzwischen 31-jährige Fontan Rennen als Profi, zunächst unabhängig, ab 1926 in verschiedenen Mannschaften. In seinem ersten Profi-Jahr gewann er das Rennen Tour du Sud-Ouest, 1924 folgte ein zweiter und 1925 ein dritter Platz. 1926 und 1927 entschied er die Katalonien-Rundfahrt für sich, und im Jahre 1927 gewann er die Baskenland-Rundfahrt vor André Leducq und Lucien Buysse und den Circuit du Béarn. 1928 belegte er Rang vier in der Gesamtwertung des Giro d’Italia.
Viermal startete Fontan, ein vorzüglicher Bergfahrer (grimpeur), bei der Tour de France, kam aber nur einmal in Paris an. 1928 gewann er zwei Etappen und wurde Siebter der Gesamtwertung. 1929 fuhr er einen Tag lang in Gelb, allerdings gleichzeitig mit Nicolas Frantz und André Leducq, was einmalig in der Tour-Geschichte ist. Eine Etappe später trug er das Gelbe Trikot erneut, dieses Mal jedoch allein, nachdem er auch die Wertung auf dem Col du Tourmalet gewonnen hatte. Fontan war zu diesem Zeitpunkt 37 Jahre alt und gehört damit zu den ältesten Trägern des Gelben Trikots in der Geschichte der Tour.
Auf der folgenden Etappe von Luchon nach Perpignan, die um 4 Uhr morgens gestartet wurde und über 323 Kilometer ging, stürzte Fontan bereits nach sieben Kilometern – vermutlich, weil er einem Hund auswich –, und die Gabel seines Fahrrades brach. Er ging in den nächsten Ort und klopfte dort an die Türen der noch schlafenden Bewohner, bis ihm jemand ein Ersatzrad lieh. Zu diesem Zeitpunkt herrschte bei der Tour noch die Regel, dass man mit dem Rad, mit dem man gestartet war, im Ziel ankommen musste oder nur mit Genehmigung eines Offiziellen das Rad austauschen durfte. Die Offiziellen waren jedoch nicht in Reichweite, weshalb Fontan sein defektes Rad auf dem Rücken mitnahm. Bald war er jedoch mit seinen Kräften am Ende,  sein Rückstand wurde immer größer, und schließlich gab er auf. Zwei Radioreporter fanden ihn, wie er unter Tränen am Brunnen von Saint-Gaudens saß. Ihr Interview mit dem weinenden Fontan wurde zwei Stunden später im Radio ausgestrahlt, und die Franzosen fühlten derart mit ihm, dass der Veranstalter der Tour, Henri Desgrange, sich veranlasst sah, die Regel ab dem Jahr darauf zu ändern, so dass die Fahrer künftig ihr Rad ohne Genehmigung austauschen durften.

## Diverses
Nach seiner Teilnahme an der Tour de France 1930 beendete Victor Fontan seine sportliche Laufbahn und eröffnete in Nay ein Transportunternehmen. Dort erinnert eine Plakette an seinem ehemaligen Wohnhaus an ihn, und seit einigen Jahren wird das Jedermannrennen Sur les traces de Victor Fontan ausgetragen. 2012 wurde zudem ein Haus für betreutes Wohnen in Nay nach ihm La résidence Victor Fontan benannt und in Anwesenheit seiner Tochter und seines Sohnes feierlich eröffnet.
Fontans Sohn ist der renommierte Herzchirurg Francis Fontan, der die nach ihm benannte Fontan Circulation entwickelt hat, mit der Kinder, die mit nur einer Herzkammer geboren werden, operiert werden und das Erwachsenenalter erreichen können. Die so behandelten Kinder werden Fontan-Kinder genannt.